# 防災

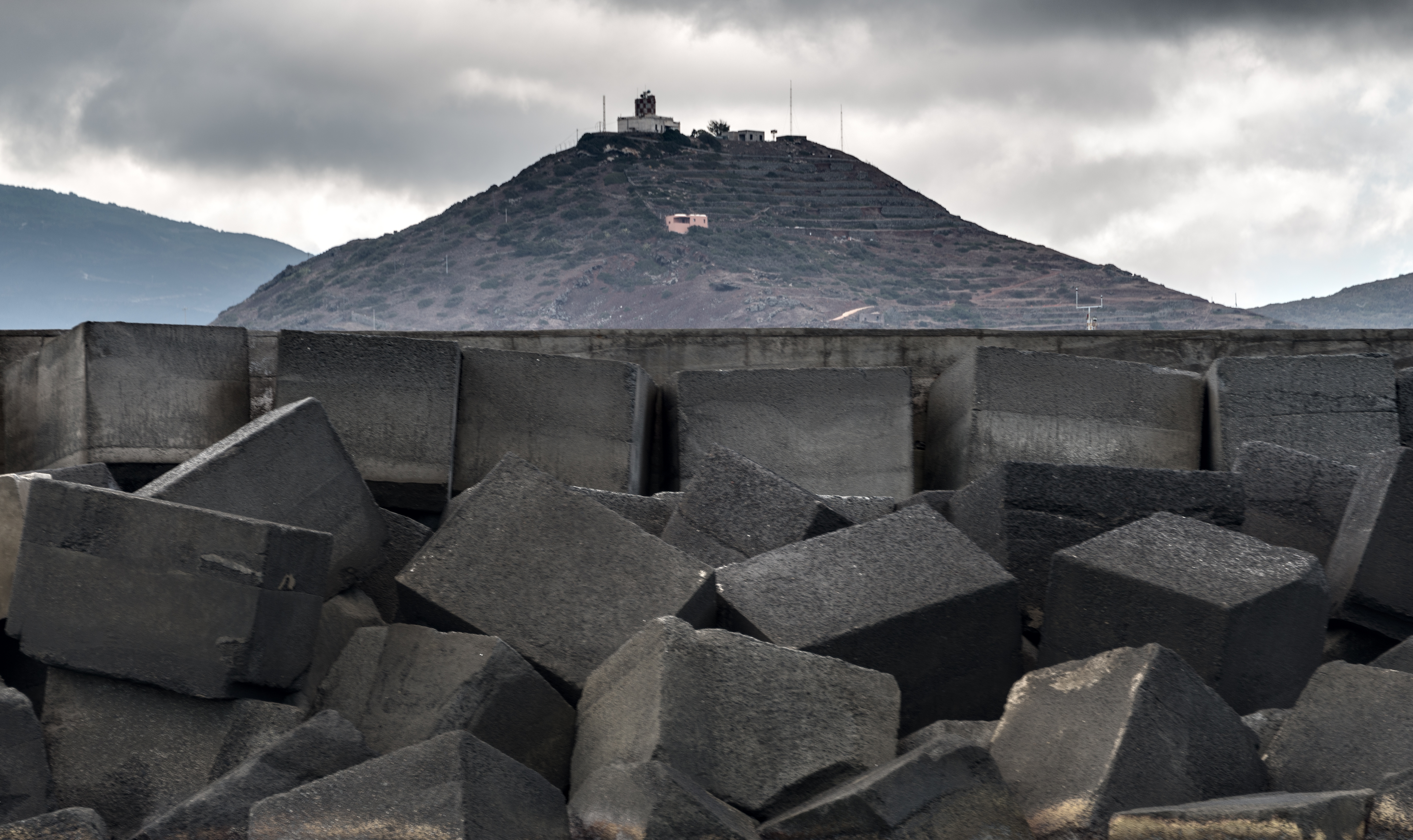
波による災害を防ぐために設置される 防波堤。

防災（ぼうさい）とは、狭義には災害予防及び災害応急対策をまとめた概念である。これに災害復旧（被災前の状態に戻す意味）を含める場合もある。つまり「防災」には災害を未然に防ぐ被害抑止のみを指す場合もあれば、被害の拡大を防ぐ被害軽減や、被災からの復旧まで含める場合もある。さらに地域防災計画などでは被災地に新たにより良い社会を創出する復興まで含める場合もある。
災害の概念は広いので、自然災害のみならず、人為的災害への対応も含めることがある。類義語として、防災が被害抑止のみを指す場合に区別される減災、防災よりやや広い概念である危機管理などがある。

## 防災と危機管理

### 防災上の危機管理の要素
防災上の危機管理の要素は時系列でみると準備、緊急対応、収束の3つの局面からなる。
準備
防災上の準備は、予測、備え、点検訓練の3つの要素からなる。予測は自然災害や事件・事故などの危機の予測である。予測された危機に対する人、物、金、情報、仕組みなどの用意が備えであり、災害時に支援する側に回ることができるかや二次災害が発生するかといった分岐点にもなる。点検訓練は準備している備えに実効性があるか確認することである。
緊急対応
緊急対応は、発生した危機による被害をいかに少なくするかをいう。
収束
収束は平常時に戻るための段階であり、原因の究明、緊急対応の不備の点検、対策の検討実施などからなる。
災害は人口減少、財政悪化、感染症のまん延、企業の転出、犯罪の発生など複次的な多様な危機とも関連がある。

### 防災の種類とマネジメント

災害管理・緊急事態管理のサイクルにおける4つのフェーズ

災害の防止策は大きく2つに分けられる。
1. 被害抑止
被害が生じないように講じる対策。土地利用の管理、河川の改修、建物の耐震化、災害の予報・警報など。
2. 被害軽減
被害が生じてもそれを少なくし、立ち直りがスムーズになるよう講じる対策。災害対応マニュアル[6] や防災計画[7] の作成、防災システムの開発、人材育成、災害の予報・警報など。

一方、災害発生後の対応も大きく2つに分けられる。
1. 応急対応
救助、消火、医療、避難所の運営など。
2. 復旧・復興
住宅や生活の再建、心のケアなど。

これらに加えて、誘因たる外力を知ることも重要である。具体的には、自然災害のメカニズムやそれを抑止する技術の研究、災害の予測（ハザードアナリシス）、それらの知識の普及（防災教育）などである。
行政や企業などの組織が行う総合的な防災では、知識や技術、資金や利害関係の調整が求められるため、経営管理（マネジメント）的な視点が必要となる。そのため、この分野において防災はクライシスマネジメント（危機管理）・リスクマネジメントの一部として認識されている。
ディザスターマネジメント（災害管理）またはエマージェンシーマネジメント（緊急事態管理）においては、上記の行為は右図のように1つの循環の中に位置付けられる。この図では被害抑止や被害軽減はリスクマネジメント、応急対応や復旧・復興はクライシスマネジメントの範疇に定義しているが、より広く定義する場合もある。
また、災害のリスクについて理解を深め、その深刻さや受け入れ可能性（深刻さに応じた防災目標）、信頼できる警報のあり方、避難指示に従ってもらう方策、避難を引き出す方法などについて、実行しながら改善検討を重ねていくことをリスクコミュニケーションという。これに対し、災害発生後の被災現場で災害時特有の心理状態にある被災者に配慮しながら情報提供を行う方法について実行しながら改善検討を重ねていくことをクライシスコミュニケーションという。

#### 被害抑止・被害軽減

災害における外力の大きさと発生頻度の関係（河田・2003年の図 を改変）

防災の施策は大きく、構造物によって災害の誘因たる外力を防ぐハード(hard)面の対策と、知識や制度により災害の素因たる防災力を向上させるソフト(soft)面の対策に2分される。外力が小さいければ大部分をハード面の対策で防ぐことが可能だが、外力が大きくなるほどソフト面の対策が果たす役割が大きくかつ重要になってくる。なお、特徴としてハード対策は管理が専門的で行政が担うものが多いのに対し、ソフト対策は管理が非専門家にも開かれており住民やコミュニティが担うものが多い。
ハード面
- 水害や土砂災害[14]に対する治水構造物の設置、斜面改良
- 建築物や土木構造物における、耐震化（制震、免震を含む）、防火化、消防設備の設置
- 防災拠点（防災倉庫、避難場所など）の整備や防災実働機関の設備整備
- 防災無線の整備、通信設備の耐災害化
- 災害医療設備の整備

ソフト面
- 建築物や土木構造物における法的規制（耐震基準設定、防火基準設定、避難設備基準設定など）
- 防災を考慮した都市計画の設定
- 地域主体での防災まちづくり活動
- 水害や土砂災害における危険箇所への法的規制（建築制限、危険箇所指定など）
- 水害・土砂災害・風害・雪害に対する保安林の設定
- 災害時の行政から住民への周知体制の整備（広報車、サイレンなど）
- 災害時の防災担当機関から報道機関への連絡体制、報道体制の整備
- 災害医療体制の整備
- 災害を想定した体制の整備、防災訓練（避難訓練による避難経路の確認など）
- 行政によるハザードマップ作成、公表
- 学校教育や地域・行政・企業での防災教育

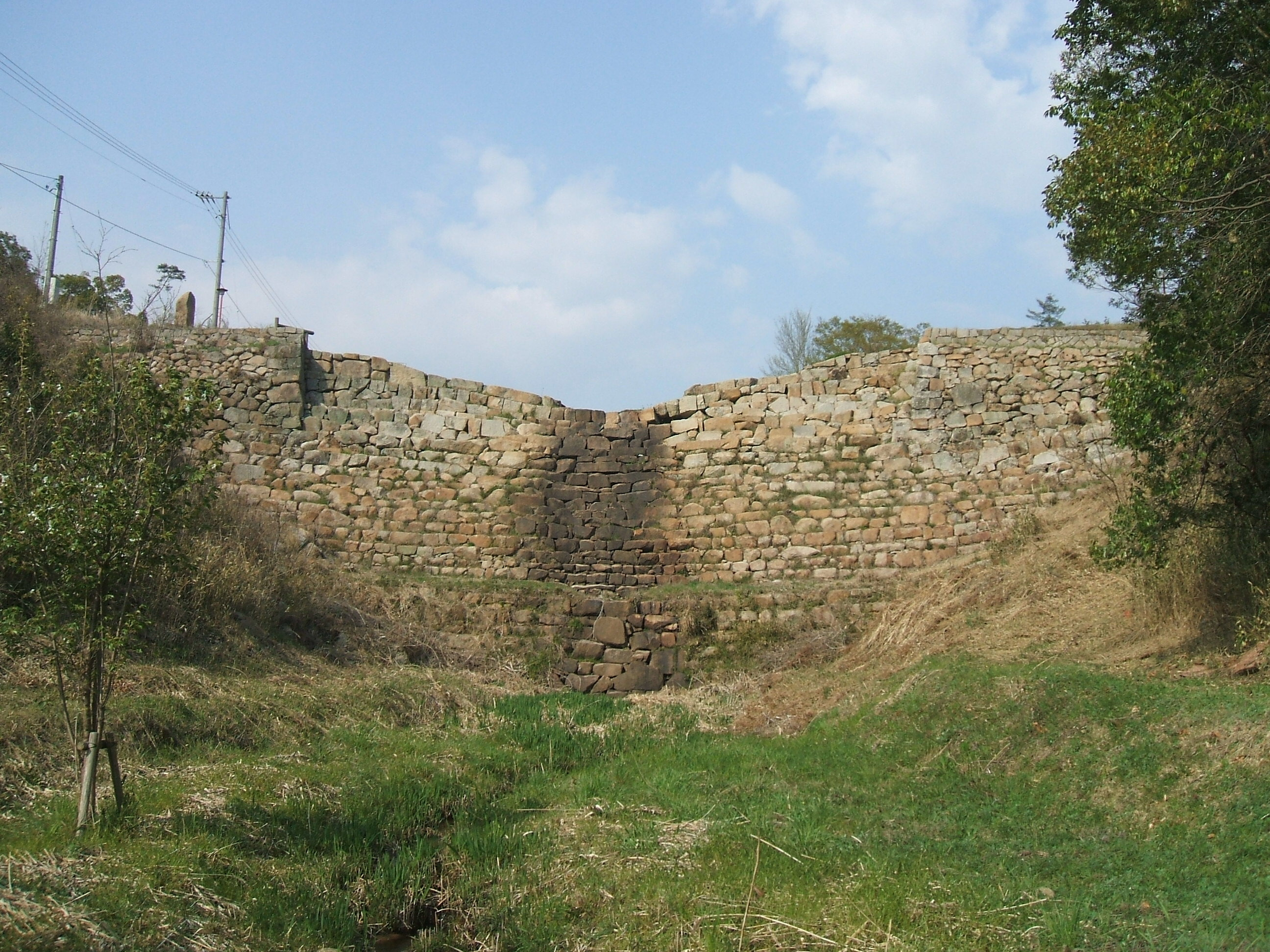
江戸時代後期の日本で備後福山藩によって建造された砂防堰堤「堂々川砂留群」／土砂災害の防止を主目的とする。
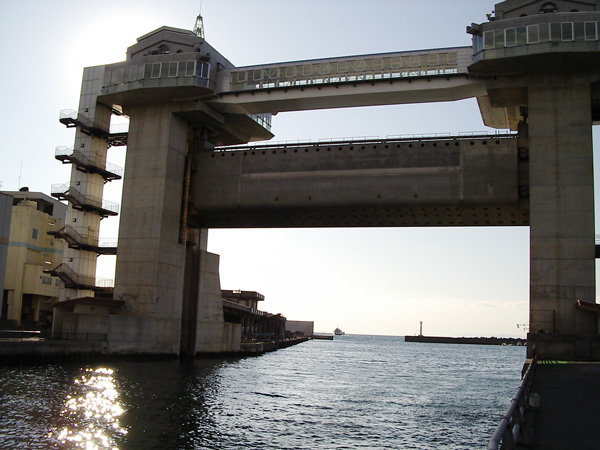
津波を防ぐための水門「びゅうお」 静岡県の沼津港にて2004年（平成16年）竣工。
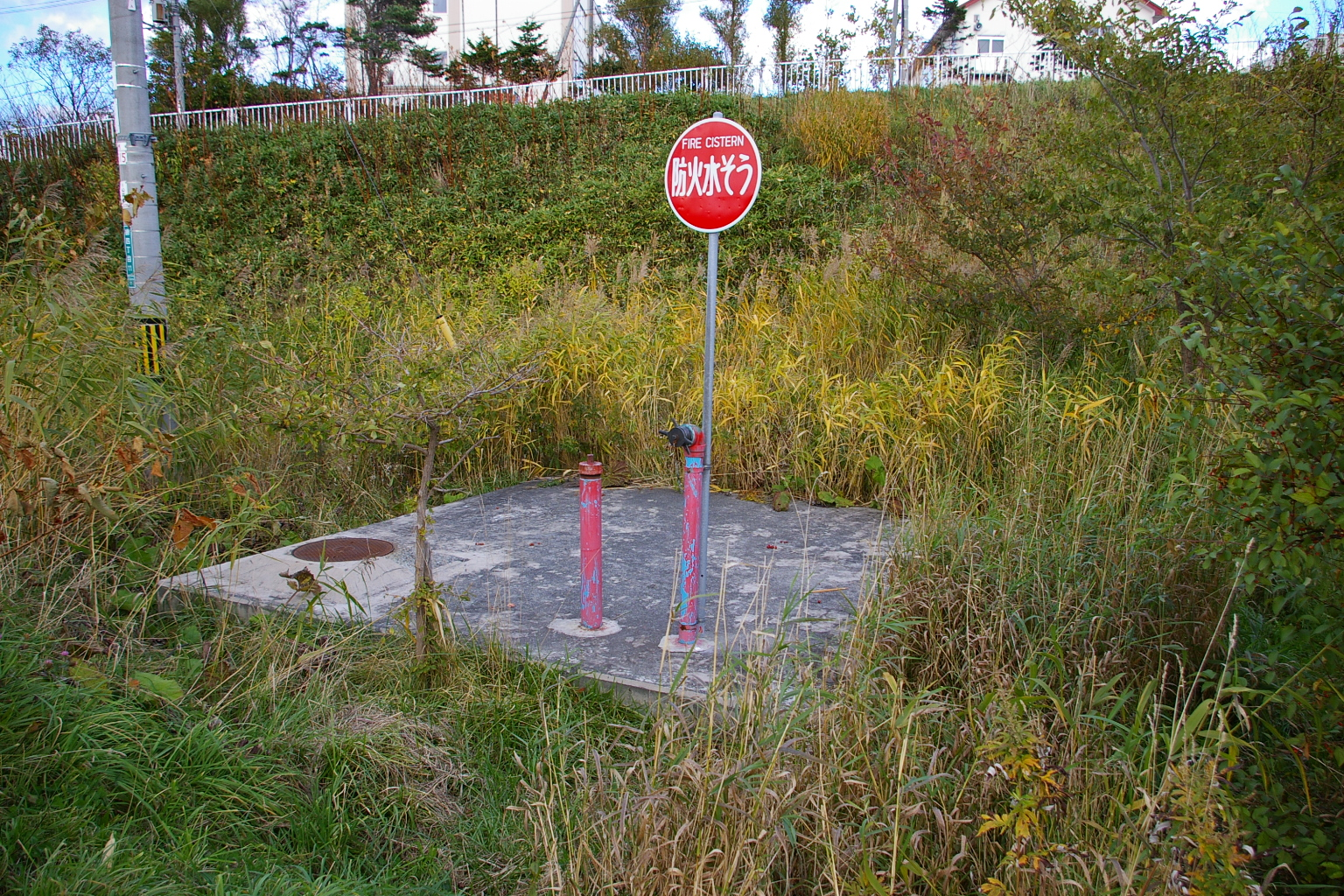
地下式防火水槽 ／2006年（平成18年）、日本。
日本の消防庁が制定した津波警戒標識／2008年（平成20年）に国際標準化された。
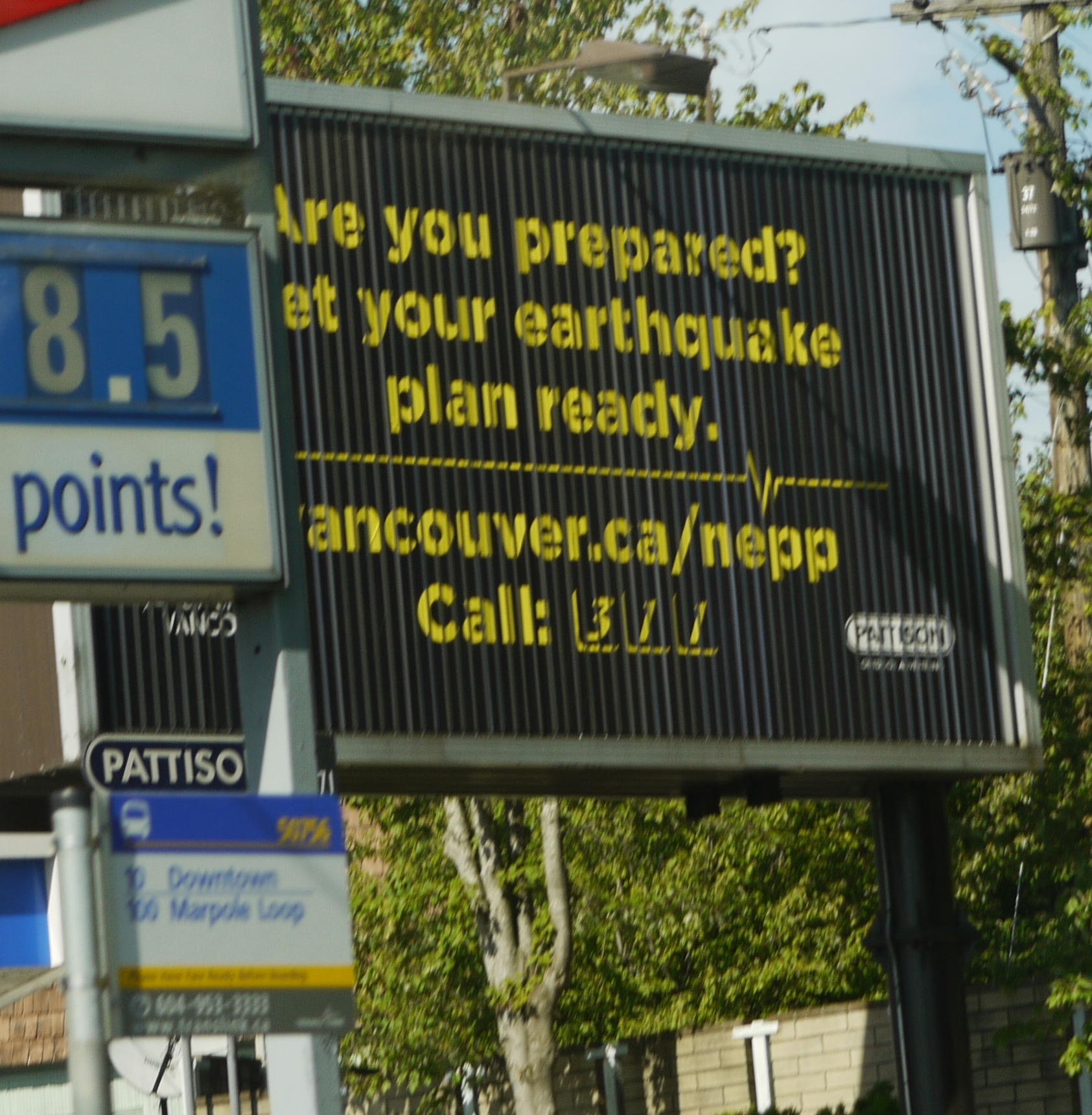
地震対策を呼びかける看板 ／2011年、カナダ。
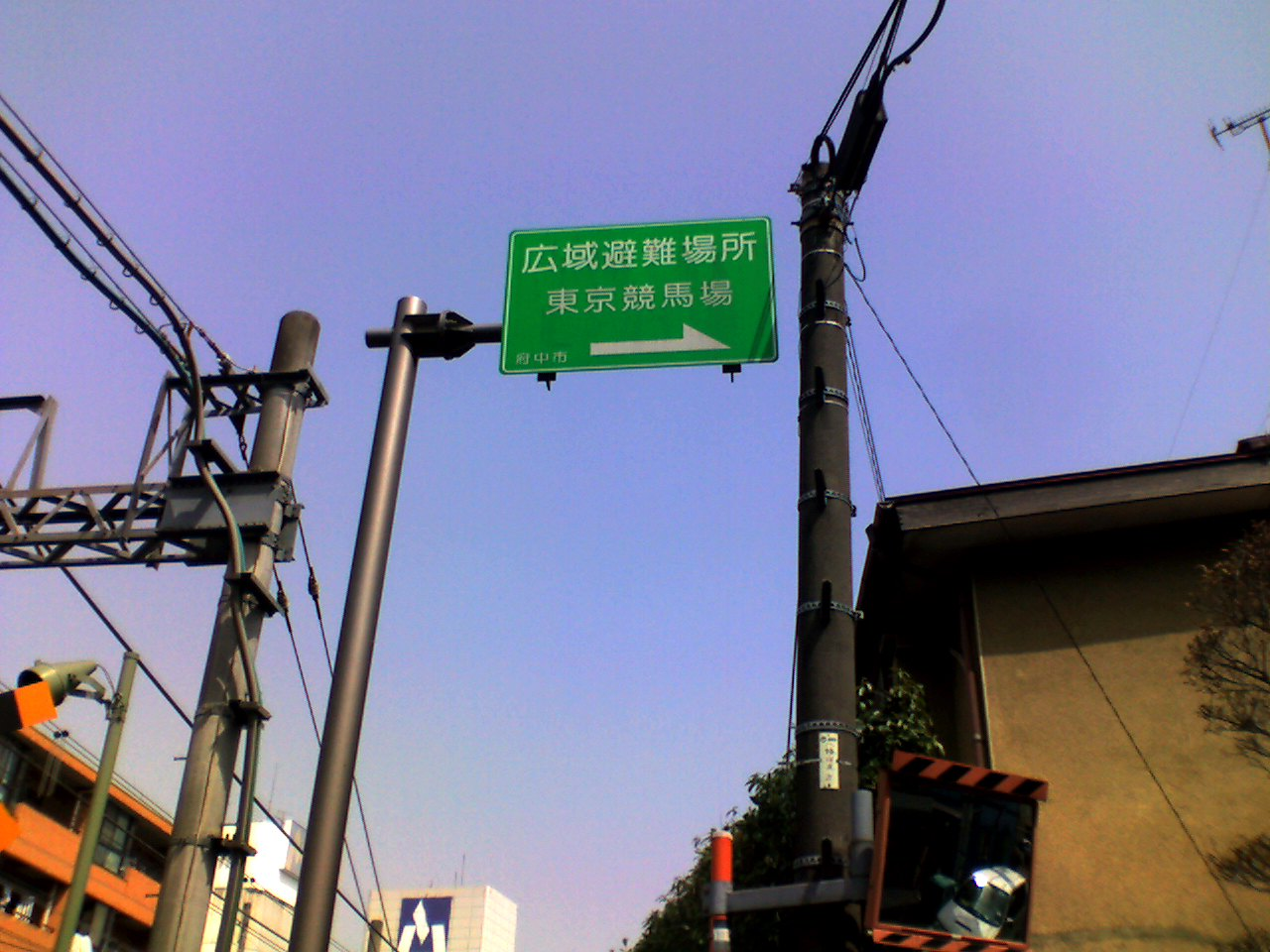
避難経路の標識／2006年、日本。
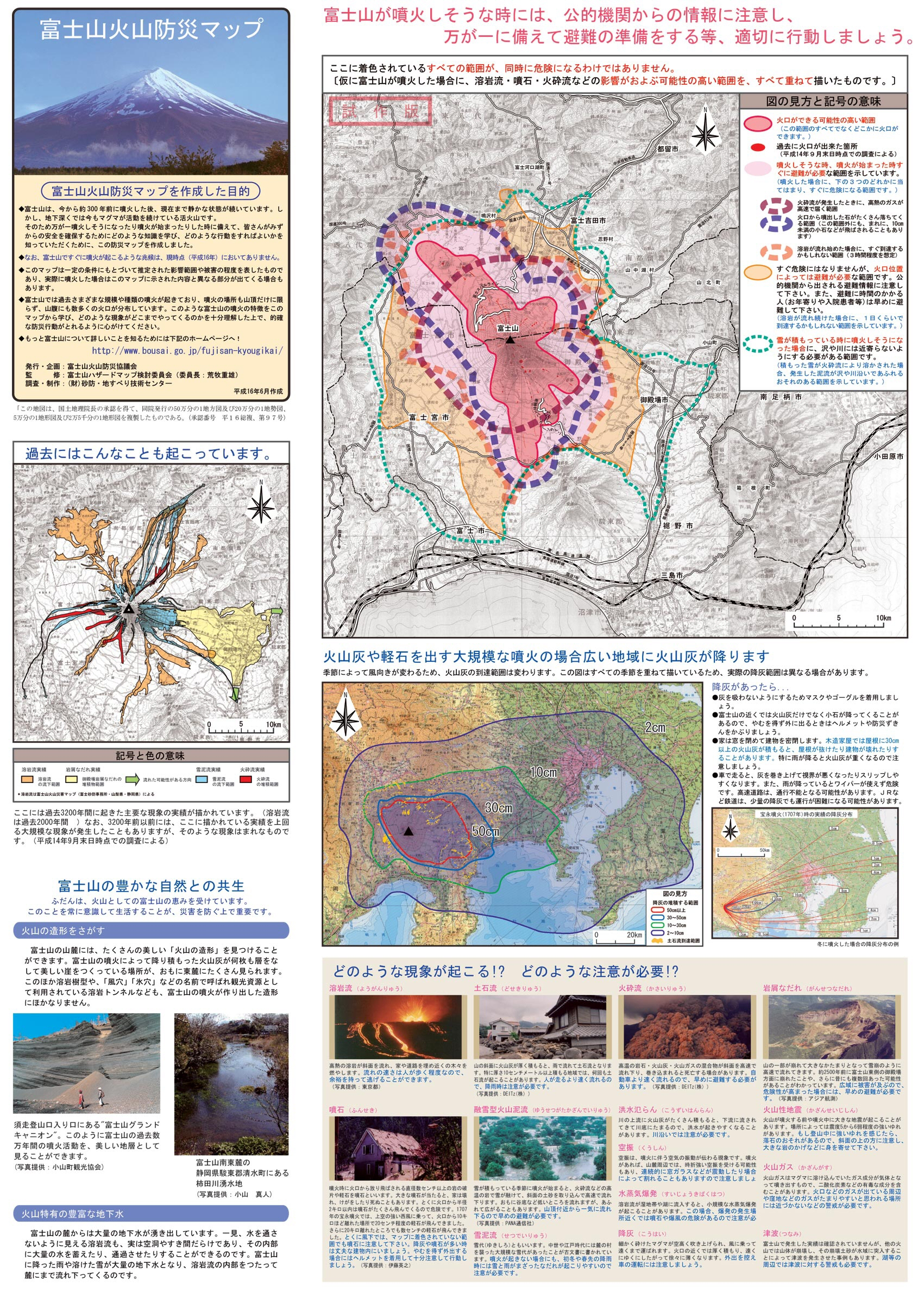
ハザードマップ 富士山火山防災マップ。富士山火山防災協議会発行。2004年版。
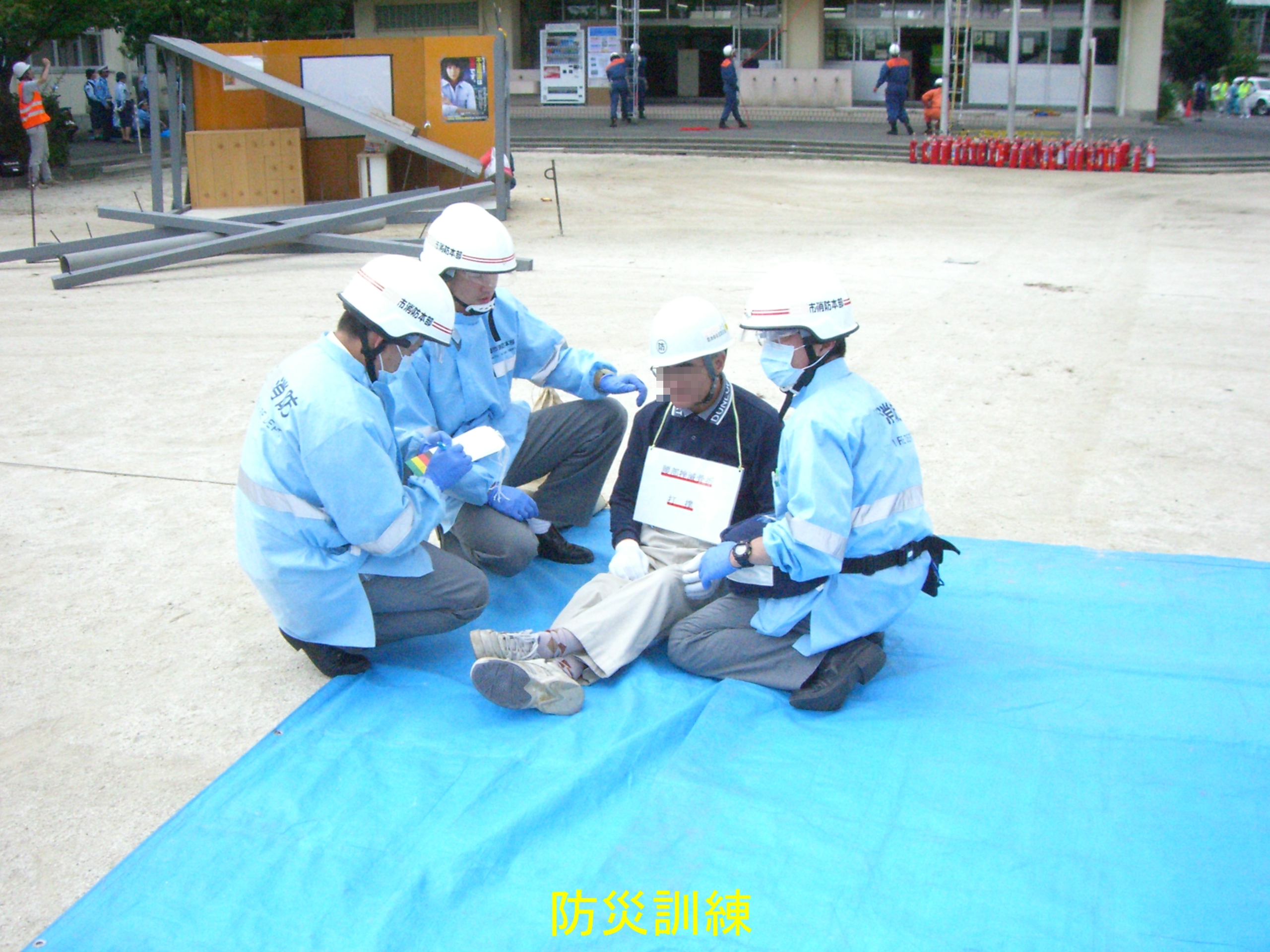
防災訓練における救護訓練 ／具体的にはトリアージ訓練。2007年（平成19年）、日本。

#### 応急対応・復旧・復興
地震災害を例に、発生からの経過時間別のクライシスマネジメント（危機管理）の目安を示す。
- 即時対応（1日以内） - 救助・脱出・応急手当、災害医療、二次災害防止、自治体職員の非常招集、被災情報の収集解析と対応、安否情報など。改善策として、住民が使える救助道具の備蓄、自治体職員の勤務管理や被災程度を考慮した負担軽減、医療機関での備蓄や情報共有など[15]。
- 緊急対応（2日目 - 1週間） - 避難所の開設と機能強化、幹線道路の通行確保・交通整理、救援物資の配布、重傷患者の転送など。改善策として、避難所での被災者への情報提供の強化など[15]。
- 応急対応（2週目 - 1か月） - 仮設住宅の建設・入居、物流管理の継続、復旧の計画と実施、生活支援、ボランティア活動など。改善策として、地域コミュニティを分断しない仮設住宅入居、インフラ復旧の作業効率を高める全体的な調整、ボランティアの養成など[15]。
- 復旧対応（2月目 - 6か月） - 心的外傷後ストレス障害 (PTSD) のケア、瓦礫の撤去、復興計画作成など。改善策として、心のケアを行うボランティア強化、瓦礫撤去の効率化・円滑化、事前の被害想定による復興計画作成負担の軽減など[15]。
- 復興対応（7か月目以降） - 災害経験・教訓の継承、災害に強いまちづくり、生活再建など[15]。

なお、これは「不意打ち」で突然やってくる地震災害を対象として阪神・淡路大震災後に作成されたものであり、ある程度予測でき進行が緩やかな洪水・高潮といった災害には必ずしも当てはまらない。洪水・高潮では、災害レベルに達する前に警報や避難指示を出すことができること、避難所・備蓄倉庫・庁舎などの浸水対策を考える必要があること、二次災害として感染症の危険性が高いことなどが異なる。

#### デジタル防災の推進
防災情報の収集・分析・配信におけるAI、IoT、衛星データの活用事例を令和7年版防災白書では紹介している。これにより、災害発生時の被害予測や避難判断支援の精度向上が期待されている。

## 自助・共助・公助

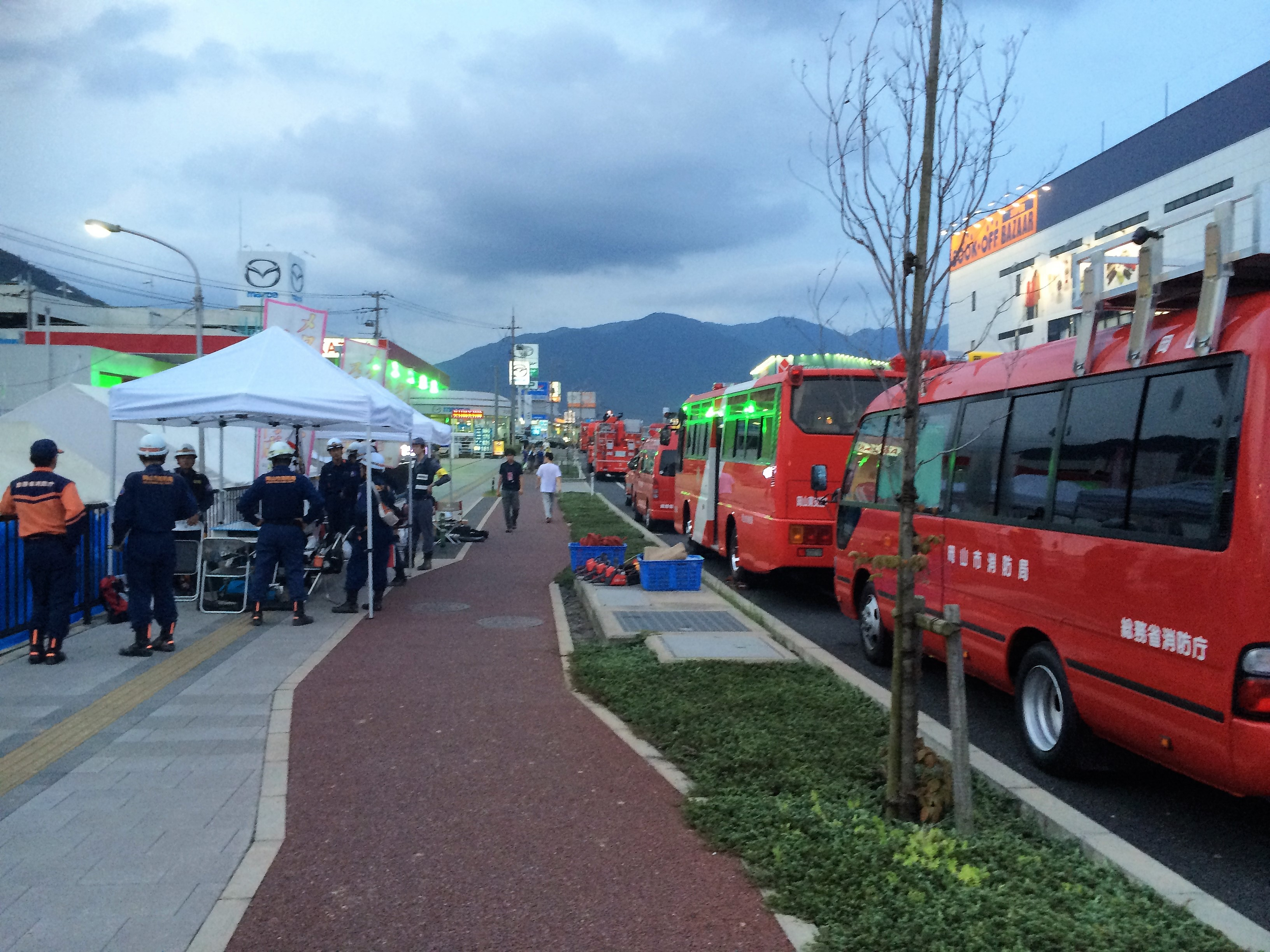
災害現場に集結した消防隊

災害時の対応は主体の違いにより、自ら対応する「自助」、ご近所などの共同体で助け合う「共助」、消防や自治体に助けてもらう「公助」の3つに区分することができる。市民と行政の役割分担が強化された現代では、日常生活で行政に依存する部分があり、災害時にもこの延長として市民は「公助」が機能することを期待する。しかし、ある調査で災害時には自助 : 共助 : 公助の割合が7 : 2 : 1になると報告されているように、災害時には「公助」は限定的にしか機能しない上、災害が深刻であるほど「公助」の機能は低下する。特に瞬時に大量の被災者が生じる地震の場合は顕著である。例えば、阪神・淡路大震災では家屋などの下敷きとなった16万4千人のうち、12万9千人（8割）が自力で脱出、2万7千人 (16%) は近隣住民が救出、7,900人は警察・消防・自衛隊が救出したが、近隣住民により救出された人は約8割が生存していたのに対し、警察等により救出された人の生存率は到着時間がかかった影響で約50%に留まっている。そのため、「自助」「共助」の重要性は高い。
共助には、ご近所同士のように目に見えて組織化されていないものと、消防団や水防団、自主防災組織のように組織化されているものとがある。
近代法が成立した国家では（日本では明治以降）、政府や行政による「公助」の考え方が浸透した。救急や消防、警察、軍（自衛隊）、あるいは専門機関（日本の災害対策本部、アメリカのFEMA、ロシアの非常事態省など）の役割が明確化され、それぞれが責任を負っている。大規模災害においても、政府や行政が復旧・復興の責任を負うのが普通となっている。一方で、有志による「公助」の考え方も進化してきており、企業やNPOによる援助、ボランティア（災害ボランティア）活動も行われる。

## 防災史概略と近年の主要課題
古来、防災は日常生活の一部であり、「防災」という行動が意識的に区別されることはなかったと考えられる。しかし、為政者により治水が行われるようになると役割分担が始まる。これは日本では主に江戸時代のことである。さらに、明治時代以降は治水が行政の管掌となって、専門化され技術の向上が図られるようになる。このような流れの中で、ダムや堤防などの施設（ハード）の対策が大きく進歩し、災害自体の研究も進んで理解が深まった。日本の防災はこうした技術力や研究能力はトップレベルと言われる一方で、こうした施設や研究の必要性を社会や市民が理解・納得しているかは疑問視されているほか、避難などの非施設（ソフト）対策は相対的に不十分とされる。その背景には、防災の専門化により治水をはじめとした防災が日常生活から遠ざかってしまったことが挙げられる。
日本では1950年代まで、特に1942年から1948年までの7年間は大地震や台風の来襲が多く、自然災害の死者は毎年1,000人を超える事態となっていた。戦後の復興により防災事業が再開されるものの、都市化による社会の脆弱化が進んだことで被害はなかなか減少しない状況にあった。1962年に災害対策基本法が制定されたことで行政の責任が明確化され、災害対策が進んだ。1970年代には年間500人前後に、さらに1990年代以降には年間数十人と確実に減少している。ただし、そのような中でも1995年の阪神・淡路大震災や2011年の東日本大震災など、時折大災害は発生し防災に多くの課題を残している。
日本では第二次世界大戦後、河川改修や耐震化などの施設（ハード）対策を通じて被害を抑止することに主眼が置かれてきた。ところが、1995年の阪神・淡路大震災でその限界が露呈したことを契機に、被害軽減や復旧を重視すべきという考え方が強まり、対策により被害を最小限に抑えることに注力する減災の考え方が登場した。2011年の東日本大震災ではこの課題が改めて認識され、復興構想会議の提言では「逃げる」こと=避難を基本とした防災教育やハザードマップ整備などの非施設（ソフト）対策の重視を謳っている。
日本の防災の主な課題に挙げられるものとして、避難のあり方、防災計画やシステムの実行力がある。避難の目安となる予報や警報の技術は向上してきている一方で、災害が起こった後に避難が低調であったことがしばしば報じられ、安全に逃げてもらうための避難情報のあり方が模索されている。また、阪神・淡路大震災後の大きな動きとして防災計画や防災マニュアル、防災情報システムがにわかに整備されたものの、実際の災害時に有効に機能させることができるかどうかが問われている。
このほか、小規模な自治体では防災に割ける人員や予算が限られ満足な対応ができない場合があるという問題、市町村や都道府県を跨いだ広域災害における連携の問題、自発的避難につながるような行政に依存しない住民自ら行う防災をどのように啓発していくかという問題 が挙げられる。

## 日本の災害法制
日本の災害法制は災害対策基本法（災対法）を基本とし、そのほかにも過去の災害を教訓に制定された災害救助法などの多数の法律が存在する。

### 国・自治体

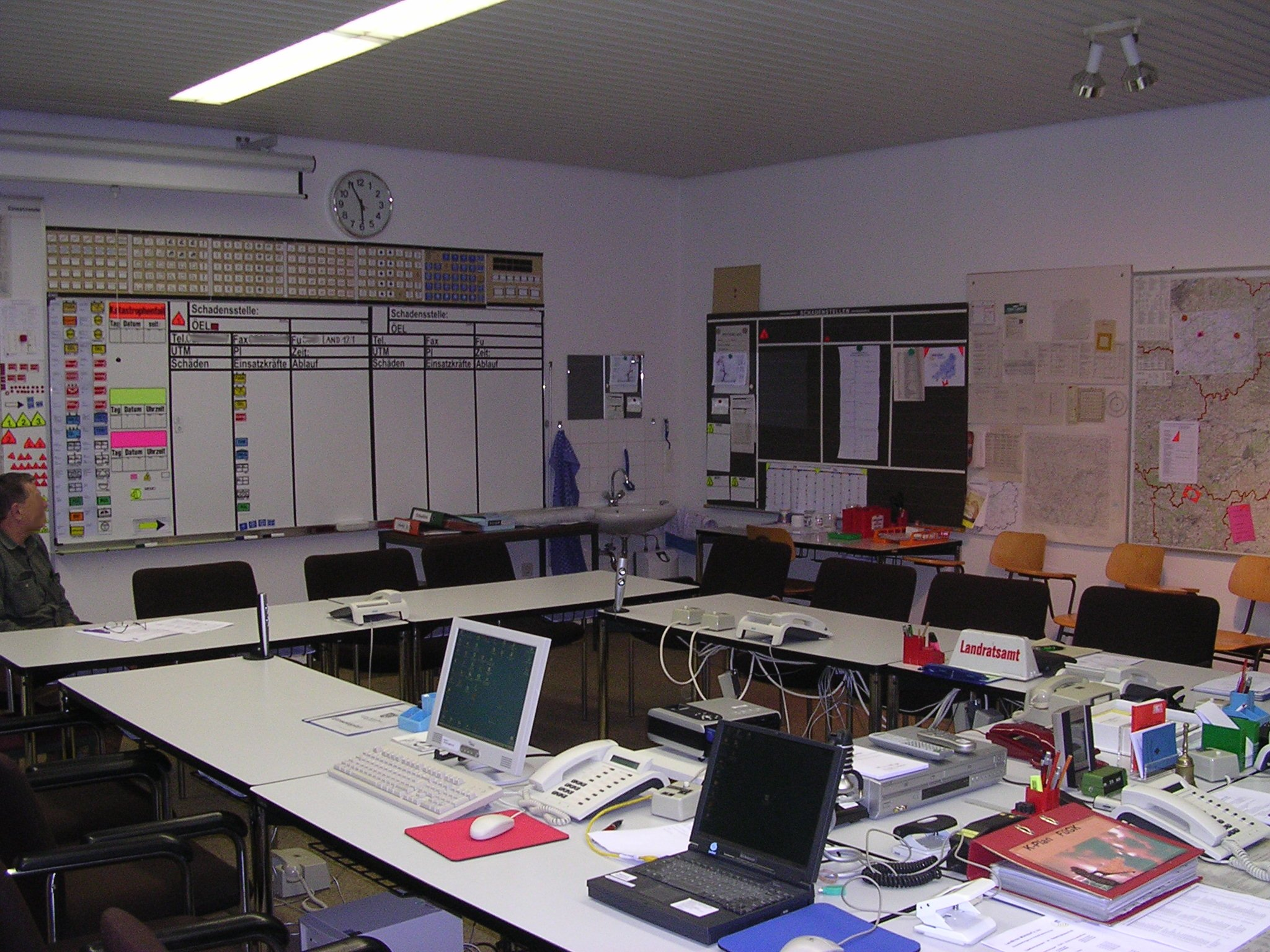
自治体の危機管理室。情報を収集するパソコンや電話、ホワイトボードなどが備え付けられる。（ドイツ、ミュールドルフ郡）

災対法では、災害の応急対応はまず市町村が責任を負うことと規定している（災対法5条、62条など）。市町村長には、関係機関や住民に災害の通知をする責務（56条）、避難指示、警戒区域の設定を行う権限（60条、63条）、災害拡大防止のために物件を取り壊すよう要求する権限（59条、64条）が与えられている。また、都道府県は、市町村の後方支援や調整を担い（68条）、災害救助法に基づく事務も担うほか、被災により市町村が機能しなくなった場合には措置を代行することが認められている（73条）。
国は都道府県や市町村の更なる後方支援を担う（災対法77条）。また、国の機関である気象庁は気象・地震・火山などについて予報や警報を発表する義務を負っている（気象業務法）。
災害時、市町村は市町村長を本部長とする災害対策本部を設置し、災害対応の司令塔の役割を担う（災対法23条）。これに関連して国は、大規模災害で国の関与が必要な場合は防災担当大臣を本部長とする非常災害対策本部を（24条）、さらに激甚な災害の場合は内閣総理大臣を本部長とする緊急災害対策本部を設置する（28条の2）。なお、市町村や都道府県が設置する「警戒本部」「復興対策本部」などは災対法に基づかない任意のものである。
総合的な防災方針を決める仕組みとして防災会議と防災計画がある。これらはトップダウン式で、国が中心的な役割を担い、その方針に基づいて都道府県、さらに市町村が計画立案・実施する構造である。国は中央防災会議を置いて防災基本計画を策定、中央省庁は防災業務計画を策定する。都道府県は都道府県防災会議を置いて都道府県地域防災計画を策定、市町村は市町村防災会議を置いて市町村地域防災計画を策定する。トップダウンによる弊害も指摘される一方、年に一度見直される防災計画に期待される市民のチェック機能が働いていないという指摘もある。

### 専門機関
消防は常設機関だが防災業務を担う。消防士及び消防団員は、水火災または地震などの災害を防除（予防し取り除く）し被害を軽減し、傷病者を搬送するなど、災害から国民の生命・身体・財産を守るという任務が定められている（消防法、消防組織法）。消防は、救助や救急などの応急対応において専門技能を有する数少ない存在である。災害時には、一定の人口規模の市に設置することとされている特別救助隊（レスキュー隊）や高度救助隊（救助隊の編成、装備及び配置の基準を定める省令）のほか、山岳救助隊、水難救助隊、化学機動中隊、緊急消防援助隊などの専門部隊が活動する。ただし、消防署が市町村の管掌であるため、人員や設備が市町村の財政力に左右されるという欠点もある。
警察も常設機関だが、捜索・救出、避難誘導、交通確保といった防災業務を担う。しかし、法的には平時の規定である個人の生命・身体・財産を保護する責務（警察法2条）が延長されるものと解釈され、災害対策の明確な規定は存在していない。
自衛隊も常設機関だが防災業務を担う。都道府県知事は、自然災害などで人命・財産の保護の必要があるとき自衛隊の派遣（災害派遣）要請を行う権限を有する（自衛隊法83条）。また、市町村長は知事に派遣要請を求める権限を有する（災対法68条の2）。自衛隊の実際の業務は、捜索・救出だけではなく、炊き出し等の生活支援など幅広い。また、自衛隊は補給や宿舎確保などを自ら行える自己完結型の部隊であるという特徴があり、それを生かした活動が求められる。また、政府が1995年と2012年に行った調査では、自衛隊の目的や期待される役割として、国の安全や治安維持を上回って災害派遣が最上位に挙げられ、国民の期待が高い。さらに、隊員の意識としても"災害救助にこそ"やりがいや誇りを感じる者が少なくないと報じられている。しかし、自衛隊の主たる任務はあくまで国の平和・独立を守り侵略から防衛することであり、災害派遣は原則として要請を受けたときに限られる。
このほか、水防団は水防法に基づいて水害時に治水施設の稼働などの水害予防活動を行うほか、海上保安庁は海上保安庁法に基づいて水難・海難救助や航行支援を行う。

### 応急対応
災害の応急対応を規定しているのは災害救助法である。避難所、食事・炊き出し、物資の提供、仮設住宅、障害物の除去、遺体の埋葬などを定めている。そして、現場の実態に応じた弾力的運用をするために、災害救助法自体は簡素な条文のみで構成され、具体的には所管する厚生労働省の定める基準（一般基準）や都道府県が状況に応じて厚労省と協議して定める基準（特別基準）に依っていて、通知や事務連絡の形で出されている。例えば、2011年の一般基準では、食料費1人1日1,010円以内、避難所開設期間7日以内、仮設住宅費用1戸当たり2,387,000円以内とされた。しかし、これでは実情として非常に厳しいため、実際には特別基準に従って、7日を超える避難所運営、避難所の代替としてホテルや旅館の利用、仮設住宅費用の1戸当たり600万円程度への増額などが行われている。
ただし、弾力的運用が十分でないために、結果的に問題が生じたり、被災者の不満が募る事例も少なくない。特に、給付に関して、現金支給を求める声が非常に強いのに対して、国は「災害が発生すると物資が欠乏したり調達困難となるため、金銭がほとんど用をなさない」という理由からこれを認めず現物支給に拘っているという問題がある。また、現金支給に前例がないという誤解もあるが、実は1953年に水害被災者に対して生業資金として1世帯当たり1万円を支給した実例は存在する。こうした制度の問題を回避する取り組みとして、1993年の雲仙普賢岳噴火では国土庁と長崎県が長期避難者に対して食事現物支給か現金支給を選択する制度を実施したほか、2000年の有珠山噴火では北海道虻田町が避難者に生活費を支給する制度を実施した。これらはいずれも災害救助法の枠外で行われている。

### 復旧
災害の復旧は、市町村長に実施責任が課せられている（災対法87条）。ただし費用が莫大であるため国庫負担が必要であり、土木施設災害負担法、農林水産業施設災害負担法、学校施設災害負担法などによって補助率が定められている。災害復旧事業費は、事業を行う主務省の災害査定官と財務省の立会官が現場に立ち会って査定を行う（災害査定立会制度）。災害復旧事業は、公共土木施設災害復旧事業費国庫負担法などの規定から、原則として原型復旧、つまり元の機能に復旧する物に限られ（原形復旧主義）、改良を加えると対象から外れてしまうという問題がある。例えば、津波被害からの復旧のために堤防を高くしたり、安全のために鉄道路線を変更したりすると補助率が低くなる。災対法88条で施設の新設・改良について十分な配慮が必要（改良復旧主義）と謳われてはいるものの、課題とされている。なお、東日本大震災復興基本法では基本理念で原形復旧に留まらない姿勢が打ち出されている。他方、施設ではない地域の経済や生活、コミュニティなどはこうした法律の対象外である。
また、激甚災害法は一定以上の被害のあった災害を「激甚災害」と認定し、国庫補助率を引き上げる。認定を受けた場合、特別交付税をはじめとして多くの復旧費で国庫補助を受けられるようになるため、自治体は事業の見通しが付けやすくなる。また、非施設を含めた幅広い事業を対象にすることができる利点もある。
被災者への公的援助として、災害弔慰金法に基づいた災害弔慰金、災害障害見舞金、災害援護資金の貸付、また被災者生活再建支援法に基づいて住宅が全壊・大規模半壊となった住民への支援金がある。これらは1990年代から2000年代にかけて、度重なる災害での反省を踏まえて制定・改正され拡充されている。しかし、災害弔慰金の額が「主たる生計維持者」であるかどうかによって大きく変わること、災害障害見舞金の基準が厳しいこと、支援金の対象が限られ認定がスムーズではないことといった問題も指摘されている。
災害時には、善意の募金による義援金が集められ被災者に配分される。しかし、被災者数や報道のされ方など、災害によって1人当たりの配分金額に差が出るという課題がある。また、配分について迅速性と公平性のバランスがしばしば問題となる。
個人が加入する保険類においては、多くの商品で自然災害についての免責事項が約款で定められているものの、適用する場合としない場合があり、ケースによってまちまちである。火災保険では適用しない場合が多いが、見舞金として一部を支払う商品もある。火災保険の欠点を補うために創設されたのが地震保険だが、火災保険等とセットで加入しなければならず、また金額に限度がある。こうした欠点を補うものとして、例えば兵庫県は自然災害の種類・住宅の古さに関係なく被害程度に応じた共済金を支払う「住宅再建共済制度」を独自に設けている。一方、生命保険の場合は過去多くの事例で免責事項を適用せず支払いを行っている。

### 復興
災害の復興を一般的に規定する法律として、2013年に制定された大規模災害からの復興に関する法律がある。一定の要件を満たす被害を受けた市町村は、移転や生活再建などを定めた「復興計画」を作成でき、これに沿った規制緩和や権限強化、国庫補助などを定めている。
復興事業については都市再開発法や土地区画整理法など平時の法律が適用されるが、復興に即していないため問題が生じることがある。阪神・淡路大震災では被災市街地復興特別措置法、東日本大震災では特例法が制定され、土地用途による規制緩和や建築制限の延長などが行われた。防災集団移転促進事業という仕組みもあり、防災のための集団移転促進事業に係る国の財政上の特別措置等に関する法律では住居の移転に限り費用が補助されるが、東日本大震災復興特別区域法では公共施設も対象となっている。密集市街地整備法に基づく防災街区整備事業では、建て替えへの補助や危険な建築物の除去勧告ができる。土地改良法では、農地の改良保全を通して国庫補助のある防災事業が行える。住宅地区改良法に基づく住宅地区改良事業では、不良住宅の買収移転を通して防災事業が行える。このほかに、法的に拘束力はないが要綱に基づいて行われる「要綱事業」と呼ばれる事業があり、補助金が支出されることがある。
一方、産業の復興については法律がほとんどない。農林水産業に限り、法律に基づく共済制度がある。それ以外の産業では、激甚法による中小企業を対象とした特別融資があるに留まる。多くの場合、災害ごとに政府系金融機関や信用保証協会による融資が行われるものの、そのバックアップが不足することがある。東日本大震災ではバックアップとして、法律に基づいた金融機関への資本注入、産業復興機構や事業者再生支援機構による債権の買い取りが行われている。

### 各分野
防災のための土木工事を定めたものには、以下の法律がある。
- 山地や斜面 - 砂防法、森林法、地すべり等防止法、急傾斜地の崩壊による災害の防止に関する法律[47]
- 河川 - 河川法、水防法、特定都市河川浸水被害対策法[47]
- 海岸 - 海岸法[47]

また災害の種類に応じて対策を定めたものには、以下の法律がある。
- 台風 - 台風常襲地帯における災害の防除に関する特別措置法[47]
- 火山 - 活動火山対策特別措置法[47]
- 豪雪 - 豪雪地帯対策特別措置法[47]
- 地震
  - 東海地震 - 大規模地震対策特別措置法。地震予知に基づいた防災体制を定める[48]。
  - 東南海地震・南海地震、日本海溝や千島海溝の地震 - 東南海・南海地震に係る地震防災対策の推進に関する特別措置法、日本海溝・千島海溝周辺海溝型地震に係る地震防災対策の推進に関する特別措置法。津波防護や避難計画の推進を定める[49]。
  - 日本全国 - 地震防災対策特別措置法、耐震改修促進法[50]。
- 爆発火災 - 石油コンビナート等災害防止法[51]。大量の石油を扱う事業所に自衛防災組織の設置を義務付けている。また、消防法は一定規模以上の危険物を扱う事業所に自衛消防組織の設置を義務付けられている。

原子力災害は、当初は災害対策基本法に基づいた対応が予定されていたが、JCO臨界事故で課題を残したことから具体的対応を規定する原子力災害対策特別措置法が制定された。原子力災害が発生した場合、国は原子力緊急事態宣言を発表するとともに、内閣総理大臣を本部長とする原子力災害対策本部を設置し、現地にも現地対策本部やオフサイトセンターを設置することが定められている。しかし福島第一原子力発電所事故では、住民への広報や避難指示の伝達が不十分となったり、オフサイトセンターが撤退を余儀なくされるなど、課題を残した。他方、事故による損害の補償は原子力損害賠償法に定められている。なお、福島第一原発事故では、事故調査、除染、補償、産業復興などを定めた特別立法が複数なされているが、課題も指摘されている。
建築基準法は、建築物の安全を保つための最低限の耐震基準を示したものである。前身の市街地建築物法は1948年の福井地震を契機に制定されたもので、現行の新耐震基準は1978年の宮城県沖地震を契機に改正された。他方、2012年に改正された都市再生特別措置法では、主要都市の指定地域で駅や民間のビル内に避難場所の確保や備蓄倉庫の整備を進めるよう定めている。

## 各国の災害法制と役割分担
主要国の災害法制と主要機関の分担は、2012年の時点で以下のようになっている。
- ドイツ - 「民間人保護及び連邦の防災支援に関する法律」が基本法。もとは戦時の非常事態対処のためのもの（有事法制）で、これを自然災害にも応用する制度。災害対応は軍が中心。
- フランス - 「民間安全保障の刷新に関する2004年8月13日の法律」が基本法。災害対応は5段階に分けられており、各段階ごとに市町村長、県知事、管区知事、国務大臣など権限主体が異なる。
- イギリス - 「2004年市民緊急事態法」が基本法。王(女王)または行政府が緊急事態規則の制定権を有する。
- ロシア - もとは有事法制に基づいていたが、「自然災害非常事態法」と「非常事態宣言法」という基本法がある。宣言を適用した地域では連邦制が停止されて政府の統制下に入り、経済活動の制限も行われる。
- アメリカ - 「ロバート・T・スタフォード法」が基本法。災害対応を目的とする。災害対応専門常設機関の緊急事態管理庁 (FEMA) があり、軍とは別に活動する。災害対応は原則として各州が行うが、大統領が緊急事態宣言を発令するとFEMAを通じて各機関の役割分担を調整し援助する仕組み。2005年ハリケーン・カトリーナの対応ではFEMAの課題も指摘された。
- ニュージーランド - 「2002年民間防衛緊急事態管理法」が基本法。緊急事態の宣言により、行政府の権限が強化される。
- 韓国 - 「災難および安全管理基本法」「自然災害対策法」「民間防衛基本法」など多くの法律がある。役割分担が不明確な点もある。

ヨーロッパ諸国の災害法制は有事法制を基に拡大したものであるが、有事法制と災害法制は明確に区別した方が良いという考え方が存在する。日本の災害法制は、有事法制と明確に区別されている点、応急策や復旧復興よりも災害抑止・軽減に重点を置く防災中心主義である点、緊急事態法制がない点などを特徴とする。防災計画を念入りに練って段階的に対応する点でフランスに類似する。ただ、災害対策基本法では責任が市町村に課せられる一方、災害救助法では都道府県に権限が与えられるなど、法律によってねじれが生じている部分があり、権限がフランスのように整理されていない。また、平時同様の省庁割りを基本として政府が対策本部を設置するという方法はアメリカに類似するが、常設機関が無い点は異なる。

## 土地利用の管理
洪水や津波、土砂崩れや土石流のように土地要因が大きな脆弱性である災害では、例えば河川沿いの低地において住宅建設を禁じるなど、土地利用を適切に管理することができればその被害を大きく軽減することができる。しかし、現実としてそれは非常に困難である。人々が危険な土地を利用する背景には、生活や経済活動を行う上での利便性、人やモノが集まって集落や都市を形成するメリット、いざ移転するといっても安全な土地ほど地価が高いなどの事情があり、それら日常生活におけるメリットを、稀にしか起こらないような災害のために犠牲にする選択が困難だからである。
災害と土地利用に絡む主な問題と考えられる対処を挙げる。
利便性に基づいた地価の評価が、地価の安い危険な土地の利用を促進したり、土地代を抑えるための宅地の細分化（宅地面積の縮小）を招いて危険性の高い過密住宅地を生むという問題がある。これに対しては、危険性をコストに織り込む内部化の取り組み=地価の評価に危険性・安全性を組み入れるシステムや、法的に利用を規制する施策が有効である。例えばアメリカの全米洪水保険制度 (NFIP) は、地域毎の洪水リスクに応じて保険料率を設定し、危険な区域で開発禁止・制限や耐水害構造（ピロティなど）の義務付けを行った上で、地域の洪水対策の進展度に応じて保険料率を軽減することで、危険な土地の利用抑制と対策促進を行っている。
所有権に基づく土地の私有は個人の権利としては容認されるが、安全性を無視した土地利用を招き被害リスクを増大させる側面もある。これに対しては、都市計画における適切な規制が必要である。日本における防災集団移転促進事業やがけ地近接危険住宅移転事業には規制の性質はなく、あくまで個人の自発的な移転を促す助成を行う制度である。建築基準法における「災害危険区域」は各自治体の指定により建築制限を課すものであるが、住民との合意が難しく、伊勢湾台風後に指定を行った名古屋市のように、きっかけがなければ指定がなされにくい現状がある。このほかの制度としては土砂災害警戒区域、個別事例では横須賀市における活断層付近の公共建築物・大規模開発規制などがある。

## 防災教育・防災訓練と避難

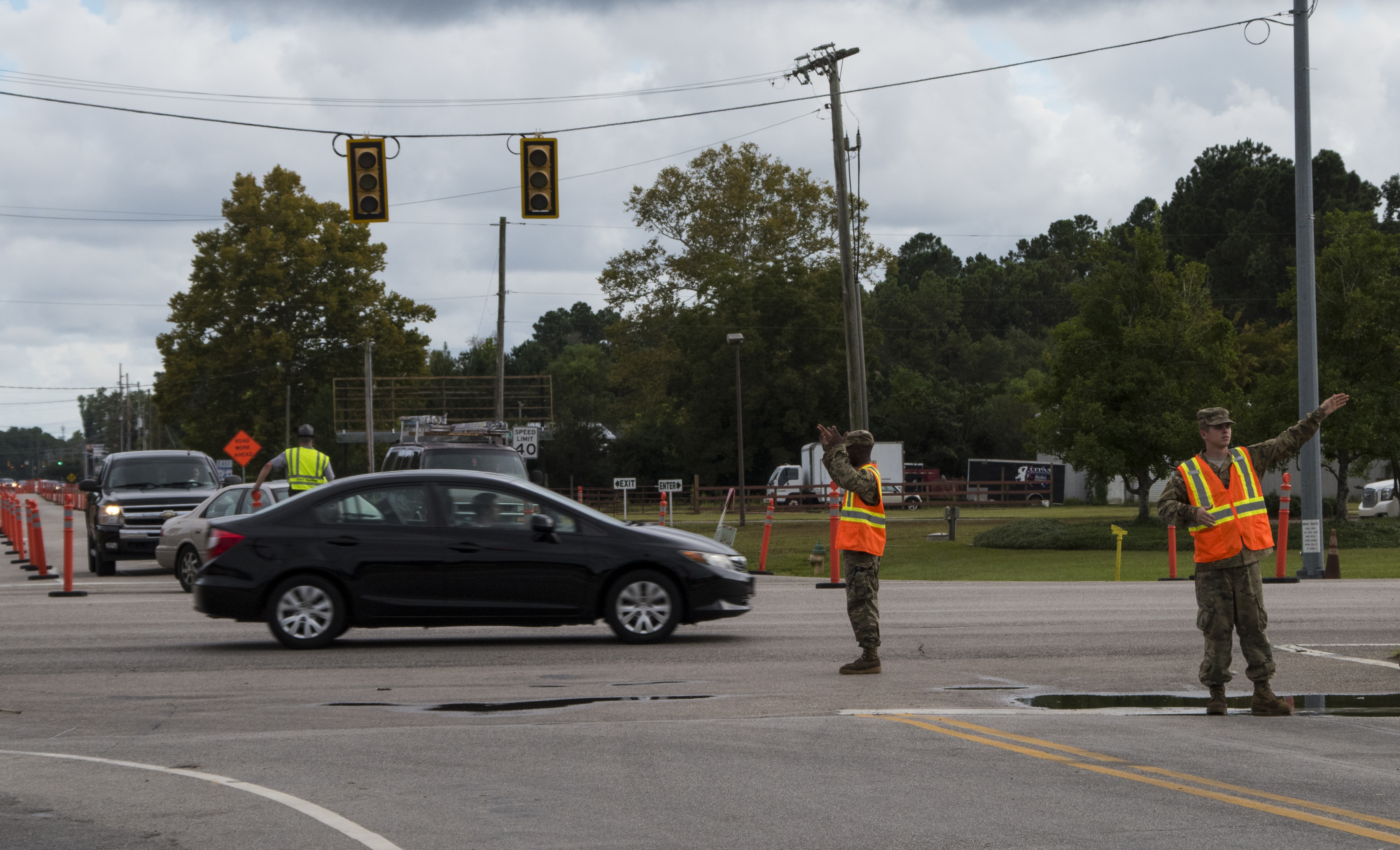
ハリケーン接近前の避難誘導を行う兵士（2018年、アメリカ サウスカロライナ州）

### 適切な避難
堤防や建物の耐震化のような施設強化では防ぎきれないレベルの災害において、人命を守るのは避難である。そして、災害時に適切な方法・場所・時期での避難を判断する力を養うのが防災教育や防災訓練の1つの目的である。
避難方法・場所の判断において社会が提示する目安は、避難場所や避難経路、防災施設、防災拠点等が示された防災地図である。崖地の崩壊や水害による洪水等の危険箇所を示したハザードマップのように、危険予測図的な内容が含まれる場合もある。
避難時期の判断において社会が提示する目安は、警報や避難指示などの情報である。河川氾濫の例をとれば、大雨警報や記録的短時間大雨情報のような雨量の情報、はん濫危険水位のような水位の情報、はん濫警戒情報や洪水警報のような避難基準の情報、避難指示のような自治体による避難呼びかけの情報などがある。
ただし、実際の避難方法・場所・時期の判断には、社会が提示する目安と、個人が持つ経験や価値観の両方が作用する。個人が様々な危険性の情報をどう評価するかによって選択肢が変わってくるのである。防災教育や防災訓練は、こうした判断を修正しより良い選択に導くことが求められる。
さらに、阪神・淡路大震災や東日本大震災でコミュニティでの防災対策が有効であったことから、地区防災計画の作成を通じてコミュニティ単位で防災教育を進めることも必要である。

### 教育・訓練
防災教育の場は主に学校、家庭、地域、職場などで、アプローチ手法はいくつかある。学校教育では、防災訓練、理科や社会科の授業に限らずその他の活動時間などを通じて多様な形で行われ、安全教育の領域にも含まれる。広く市民に向けて災害状況の疑似体験や専門的展示による教育を図るのが防災学習施設で、消防機関や自治体が設置する「博物館」「防災館」、災害経験を伝える「記念館」「伝承館」などがある（参考:Category:災害・防災博物館、消防博物館の一覧）。例えば東京消防庁は本所、池袋、立川の3つの防災館と消防博物館を設置している。東京都復興記念館は関東大震災で多くの犠牲者が出た被服廠跡に立地しその教訓を伝える。東京臨海広域防災公園は首都直下地震などの際の政府や防災機関の拠点で学習施設を併設する。防災機関や行政は、他方出版・放送・インターネットなどを通じ情報提供したり、教育活動を支援したりすることで地域の防災力向上を図る。